# Miansielga (stacja kolejowa)
Miansielga (ros. Мянсельга, krl. Mänšel’g) – stacja kolejowa w miejscowości Stancija Miansielga, w rejonie kondopożskim, w Karelii, w Rosji. Położona jest na linii Wołchow - Murmańsk.